# Michael Degen
Michael Max Degen (ur. 31 stycznia 1928 w Chemnitz, zm. 9 kwietnia 2022 w Hamburgu) – niemiecko–izraelski aktor. Wystąpił w ponad stu filmach od 1963 roku.

## Wybrana filmografia
- 1977: Pomiędzy dobrem i złem jako Karl Andreas
- 1990: Dr. M jako Reimar von Geldern
- 1991: Żabi król jako król
- 2012: Hannah Arendt  jako  Kurt Blumenfeld
- 2012: Zagubieni na Syberii jako dyrektor Fengler